# Pg. 99
Pg.99, aussi épelé pageninetynine, est un groupe de screamo américain, originaire de Sterling, en Virginie dans les environs de Washington, D.C. Le groupe se forme en tant que sextuor en 1997 et devient par la suite octuor. Ils font occasionnellement appel aux services d'autres musiciens sur scène, mais le groupe reste composé de deux chanteurs, trois guitaristes, deux bassistes et d'un batteur. Pg.99 était connu pour ses live shows intenses.

## Biographie

### Existence (1997-2002)
Pg. 99 est originaire du Nord-Est des États-Unis. La formation complète comprend trois guitaristes, deux bassistes, deux chanteurs et un batteur.
Ils sortent leur premier album en 2000, Document #5, puis un disque de sept titres,  Document #8.
Pg. 99 entame plusieurs tournées américaines et européennes pendant son existence. Il compte un total de 11 publications.

### Pause (2003-2010)
Après plusieurs tournées américaine et une européenne, entre autres, le groupe se sépare en mai 2003. Le guitariste Mike Taylor explique qu'il était difficile de réunir tous les membres à cause de problèmes d'horaires, et cite des problèmes d'alcool en ce qui concerne les raisons de la séparation de Pg. 99. Taylor explique également : « c'était un peu comme une famille qui partait en éclat où tout le monde avait besoin de son espace. »

### Réunion temporaire (2011)
Pg. 99 fait un concert de retrouvailles en 2011.

## Style
D'après AllMusic, la musique de Pg. 99 se caractérise par un son métallique et chaotique, et leurs performances sur scènes sont intenses.

## Membres

### Derniers membres
- Chris Taylor - chant (1997-2003, 2011)
- Blake Midgette - chant (1997-2003, 2011)
- Mike Taylor - guitare (1997-2003, 2011)
- George Crum - guitare (1997-2001, 2002-2003, 2011)
- Jonathan Moore - guitare (2002-2003, 2011)
- Brandon Evans - basse (2001-2003, 2011)
- Cory Stevenson - basse (2000-2003, 2011)
- Kevin Longendyke - basse (2002-2003, 2011)
- Jonny Ward - batterie (1997-2003, 2011)

### Anciens membres
- Mike Casto - guitare (1999-2001)
- T.L. Smoot - basse (1997-1999)
- Jonathon Wildman - basse (2001)
- Jeff Kane - programmation (1999)

## Discographie
- 1999 : Document No. 1 - démo
- 1999 : Document No. 2 - split 7" avec Enemy Soil
- 1999 : Document No. 3 - split 7" avec Reactor No. 7
- 1999 : Document No.4  - tour 6"
- 2000 : Document 5 - premier album studio
- 2000 : Document No. 6 - split 7" avec Process is Dead
- 2001 : Document No. 7 - album
- 2001 : Document No. 8 - LP, album, cassette
- 2001 : Document No. 9 : A Split Personality - split 7" avec City of Caterpillar
- 2001 : Document No. 10 : Do You Need a Play to Stay? - split live LP/CD avec Waifle
- 2002 : Document No. 11 - 7" réédition de Documents No. 3 et No. 4
- 2002 : Document No. 12 - split LP/CD avec Majority Rule
- 2002 : Document No. 13: Pyramids in Cloth - split 7" avec Circle Takes the Square
- 2003 : Document No. 14: Singles[4]